# Antonio Corso
Antonio Corso Crispino (San Ramón, 1 de abril de 1916 - 25 de marzo de 1985) fue un sacerdote católico y doctor en derecho canónico uruguayo.
En 1958 fue nombrado obispo titular de Moglaena y obispo auxiliar de Montevideo, en donde permaneció hasta 1966.
Fue el primer obispo de Maldonado-Punta del Este desde 1966 hasta su fallecimiento en 1985.
Fue hermano del abogado y periodista rural Eduardo J. Corso.